# Erden-Ocziryn Oczirsüren
Erden-Ocziryn Oczirsüren (ur. 14 lipca 1985) – mongolska biegaczka narciarska, która starty w Pucharze Świata rozpoczęła w 2008 r. Występowała także w zawodach FIS Race oraz Pucharze Dalekowschodnim. Była ona uczestniczką Zimowych Igrzysk Olimpijskich w Turynie, w 2006 r. oraz w Vancouver, w 2010 r.

## Osiągnięcia

### Igrzyska olimpijskie
| Miejsce | Dzień     | Rok  | Miejscowość | Konkurencja                               | Czas biegu  | Strata      | Zwyciężczyni         | Źródło |
| ------- | --------- | ---- | ----------- | ----------------------------------------- | ----------- | ----------- | -------------------- | ------ |
| 68.     | 16 lutego | 2006 | Pragelato   | 10 km bieg indywidualny stylem klasycznym | 36:40.1 min | +8:48.7 min | Kristina Šmigun-Vähi | [ 1 ]  |
| 73.     | 15 lutego | 2010 | Whistler    | 10 km bieg indywidualny stylem dowolnym   | 32:56.1 min | +7:57.7 min | Charlotte Kalla      | [ 2 ]  |

### Mistrzostwa Świata
| Miejsce | Dzień     | Rok  | Miejscowość | Konkurencja                             | Czas biegu  | Strata       | Zwycięzca           | Źródło |
| ------- | --------- | ---- | ----------- | --------------------------------------- | ----------- | ------------ | ------------------- | ------ |
| 70.     | 17 lutego | 2005 | Oberstdorf  | 10 km bieg indywidualny stylem dowolnym | 37:53.0 min | +11:25.4 min | Kateřina Neumannová | [ 3 ]  |
| DNF     | 19 lutego | 2005 | Oberstdorf  | 15 km bieg łączony                      | -           | -            | Julija Czepałowa    | [ 4 ]  |
| 65.     | 22 lutego | 2005 | Oberstdorf  | sprint stylem klasycznym                | -           | -            | Emilie Öhrstig      | [ 5 ]  |
| DNF     | 26 lutego | 2005 | Oberstdorf  | 30 km bieg masowy stylem klasycznym     | -           | -            | Marit Bjørgen       | [ 6 ]  |
| 89.     | 24 lutego | 2009 | Liberec     | sprint stylem dowolnym                  | -           | -            | Arianna Follis      | [ 7 ]  |

### Puchar Świata

#### Pozycje w klasyfikacji generalnej
| Sezon     | Miejsce |
| --------- | ------- |
| 2008/2009 | -       |

#### Pozycje w poszczególnych zawodach
| Sezon 2008/2009                                                                         |                   |                      |                          |                       |                    |                         |                          |                         |                    |                           |                        |                              |                             |     |                       |                             |                        |                     |                         |                      |                          |                             |                    |                       |                        |                           |                        |                        |                        |                       |                      |        |        |        |        |        |        |        |        |
| Gällivare 22.11 (10 km F)                                                               | Ruka 29.11 (SP C) | Ruka 30.11 (10 km C) | La Clusaz 6.12 (15 km F) | Davos 13.12 (10 km C) | Davos 14.12 (SP F) | Düsseldorf 20.12 (SP F) | Oberhof 27.12 (2,8 km F) | Oberhof 28.12 (10 km C) | Praga 29.12 (SP F) | Nové Město 31.12 (9 km C) | Nové Město 1.01 (SP F) | Val di Fiemme 3.01 (10 km C) | Val di Fiemme 4.01 (9 km F) | TdS | Whistler 16.01 (SP C) | Whistler 17.01 (2 × 7,5 km) | Otepää 24.01 (10 km C) | Otepää 25.01 (SP C) | Rybińsk 30.01 (10 km F) | Rybińsk 31.01 (SP F) | Valdidentro 13.02 (SP F) | Valdidentro 14.02 (10 km C) | Lahti 07.03 (SP F) | Lahti 08.03 (10 km F) | Trondheim 12.03 (SP C) | Trondheim 14.03 (30 km C) | Sztokholm 18.03 (SP C) | Falun 20.03 (2,5 km F) | Falun 21.03 (2 × 5 km) | Falun 22.03 (10 km F) | Finał Pucharu Świata | punkty | punkty | punkty | punkty | punkty | punkty | punkty | punkty |
| -                                                                                       | 74                | -                    | -                        | -                     | -                  | -                       | -                        | -                       | -                  | -                         | -                      | -                            | -                           | -   | -                     | -                           | -                      | -                   | -                       | -                    | DNS                      | -                           | -                  | -                     | -                      | -                         | -                      | -                      | -                      | -                     | -                    | 0      | 0      | 0      | 0      | 0      | 0      | 0      | 0      |
| Legenda                                                                                 |                   |                      |                          |                       |                    |                         |                          |                         |                    |                           |                        |                              |                             |     |                       |                             |                        |                     |                         |                      |                          |                             |                    |                       |                        |                           |                        |                        |                        |                       |                      |        |        |        |        |        |        |        |        |
| 1 2 3 4-10 11-30 31-100 wyniki anulowane - – zawodnik nie wystartował TdS – Tour de Ski |                   |                      |                          |                       |                    |                         |                          |                         |                    |                           |                        |                              |                             |     |                       |                             |                        |                     |                         |                      |                          |                             |                    |                       |                        |                           |                        |                        |                        |                       |                      |        |        |        |        |        |        |        |        |